# Tenkasi
Tenkasi ou Tenkashi (தென்காசி en tamoul, तेनकाशी en sanskrit), est une ville du Tamil Nadu situé au piémont des Ghâts Occidentaux. La ville est le chef-lieu du district éponyme. 
La cité est connue pour son temple de Kashi Vishwanathar (Jyotirlinga du temple de Kashi Vishwanath de Varanasi/Kashi) et pour sa proximité avec Courtallam (Kutralam/குற்றாலம்), une destination touristique célèbre pour ses nombreuses chutes d'eau.
La grande ville la plus proche de Tenkasi est Tirunelveli.

## Étymologie
Tenkasi, signifie "Kasi/Kashi du Sud" en tamoul, Kashi étant un des anciens noms de la ville sainte de Bénarès. Il est formé à partir des deux mot "Ten" (தென்) et "Kasi" (காசி), respectivement "Sud" et "Kasi". Ce nom doit vraisemblablement faire référence au temple de Kashi Vishwanath présent dans cette cité.

## Histoire
Tenkashi est une très ancienne ville dont la renommée est due à la dynastie des Pandyas. L'importance historique de cette ville s'accroît fortement après le XIVe siècle à la suite des raids islamiques sur Madurai, qui oblige les Pandyas à se retrancher dans la région.
Après la perte de Sivakasi, le siège provisoire du pouvoir durant l'occupation par le sultanat de Delhi, les Pandyas font de cette ville leur capitale en 1345. C'est au XIVe siècle que le Temple de Shri Kashi Vishwanathar, symbole de la ville, est bâti.
Delhi perd le contrôle de Madurai en 1333, lorsque le gouverneur local déclare son indépendance. Le Royaume de Vijayanagara envahi Madurai en 1378 et met fin à son sultanat, mais ne restitue pas l'ancienne capitale et y installe un Nayak (gouverneur). Tenkasi deviendra donc la capitale définitive, et sera au côté de Tirunelveli (52 km plus au sud-est), l'une des deux capitales de l'Empire Pandya jusqu'en 1650.

## Géographie
Tenkasi est localisé au pied des Ghâts Occidentaux, une chaîne de montagne qui domine le paysage dans les sens Nord, Ouest et Sud. La rivière Chittar est un cours d'eau traversant la ville.

## Temple de Kashi Vishwanathar
Le Temple de Kashi Vishwanathar est un temple très important pour la commune de Tenkashi. Le sanctuaire, attire des pèlerins venus de toute l'Inde et contribue grandement au développement économique de la ville.

### Fondation du Temple
D’après les croyances, la fondation du Temple de Kashi Vishwanathar s’est déroulée il y 700 ans. Le roi de l’époque, Parakrama Pandya désirant vénérer le seigneur Vishwanath, décida d’effectuer un pèlerinage à Kashi (Bénarès).
Une nuit, Shiva apparut dans les rêves de Parakrama, il lui dissuada de se rendre à Varanasi (Kashi) et demanda à la place de bâtir un temple en son honneur. Il lui donna également un conseil, suivre une colonie de fourmis et construire le sanctuaire à l’emplacement où la rangée de fourmis s’arrêterait.
Parakrama fit ce que Vishwanath lui demanda et trouva sur le lieu désiré par le Seigneur, un lingam svayambhu à côté d’une fourmilière, située au milieu d’un bois de magnolias (Shenbagam/சண்பகம் en tamoul et Champakam/चम्पकम् en sanskrit) sur les rives du Chittar.

### Restaurations
C'est à partir des années 1960 que de grandes restaurations furent entreprises. En effet, le temple a été agrandi et ses accommodations ont été modernisées afin de mieux accueillir les dévots. Le grand apport réalisé par les restaurations est la construction d'un grand Gopuram de 180 pieds en 1990, et l'application de peinture sur l'ensemble du temple.

## Transport
Malgré l’isolement de la région, Tenkashi est très bien desservi tant par le système routier que par les transports en commun.
L’autoroute nationale NH 208 (Thirumangalam-Kollam Road) est la principale voie d’accès de la ville en direction de Madurai et/ou de Kollam, tandis que la route départementale SH 39 permet de rejoindre Tirunelveli.
Tenkasi est desservie par une gare (Tenkasi Junction) d’où partent principalement des trains quotidiens à destination de Chennai, Madurai et Tirunelveli.
La ville dispose de deux gares routières desservies par les autocars effectuant des voyages longue distance, particulièrement les SETC (State Express Transport Corporation/Gouvernementaux), mais également diverses compagnies privées.
Chennai, Bangalore, Kollam, Thiruvananthapuram (Trivandrum), Coimbatore, Pondicherry, Guruvayur et Tirupati sont les principales destinations assurées par les autocars deapuis Tenkashi.
Les aéroports les plus proches sont ceux de Tuticorin (Régional, vols uniquement pour Chennai), de Thiruvananthapuram (International) et de Madurai (Domestique, de nombreux vols pour les grandes villes d'Inde tel que Hyderabad, Mumbai, Delhi, etc.).